# ピグマリオ
『ピグマリオ』は、『花とゆめ』（白泉社）1978年7号 - 1990年20号に連載された和田慎二のファンタジー漫画、およびそれを原作とするテレビアニメである。ギリシャ神話のピュグマリオーン伝説がモチーフになっている。
精霊とルーン国の王との間の子供であるクルトが、母親や村人達を石に変えたメデューサを倒す旅に出る物語。単行本全27巻（花とゆめCOMICS版。後にメディアファクトリーから最終完全版として発売されたMFコミックス版は全12巻）、全5部構成の長編作品である。

## 連載の経緯
連載の経緯に関してはMFコミックス版の第1巻と第2巻に記載されている。
それによると、『スケバン刑事』第1部が完結する際に編集者から「次にどんなのがやりたいですか」と聞かれた和田が、「少年を主人公にしたファンタジーものがやりたい」と発言したのがきっかけ。当時少年を主人公にした作品は少なく、またファンタジーというジャンルもあまり認知されておらず、少年が主人公のファンタジー物で新境地を開きたかったらしいが、当時の編集部が難色を示したため「もし失敗したら『スケバン刑事』第2部を執筆する」ことを条件に連載にこぎつけた。しかし、結果は1年を待たずに打ち切りになる（第1部）。
そのため、約束通りに『スケバン刑事』第2部の執筆に取りかかったが、同作品連載終了の1981年末に「昔と状況は変わっているので『ピグマリオ』を再開しませんか」との編集部の言葉に奮起し第2部以降を描くことになる。第1部執筆当時から構想が大きく広がり、約8年連載、コミックス27巻という長編になった。

## ストーリー
有史以前、まだ神々がこの世界を導いていた時代。東方の小国ルーンの王子クルトは母親の顔を知らず育ったが、8歳の誕生日を目前にして真実を知る。クルトが生まれて間もなく妖女メデューサがこの国を襲い、クルトの母ガラティアを石に変えてしまっていた。メデューサがはるか西に棲むと知ったクルトは、メデューサを倒して母を救うべく旅立つ。しかし、それは母を救うだけでなくクルトが王になるための試練の旅でもあった。
本編中には、既存の神話から引用された固有名詞がたびたび登場する。

## 登場キャラクター
「声」はテレビアニメ版の担当声優。

### 主要キャラクター
クルト
声 - 折笠愛
本作の主人公。ルーン国の王子。物語開始当初は8歳の誕生日を迎える目前。金髪碧眼。精霊ガラティアの血を引いた少年で、地形を変えてしまうほどの人間離れした怪力を持つ。メデューサが母の仇であることを知り、これを討つべく西へと旅立つ。初めは母を恋しがる幼い子供であったが、旅を通じて次第に成長していく。正義感が強く王族であるにも関わらず誰に対しても分け隔て無い思いやりを示せる心優しい性格で、アスナスに「こいつは真の王だ」と感嘆させるなど、妖魔や神々の中にも一目置く者がいる。
幼さゆえか少々意固地で無鉄砲なところもあり、物語初期にはやや自分勝手な一面も多く、自身の思い通りにならないと癇癪を起こし、小さいオリエに対しても暴言をぶつけることもあった。
腰に持ち主の求めに応じて大きさを変える強力な武器「大地の剣」と、母ガラティアの守護像の入った袋を下げている。
水晶の姫オリエ
声 - 山野さと子
大きな水晶の塊を持ち歩き、それに映し出される星を見て様々な事象を占う才能を持つ人間の少女。その的確な占いは多くの国々を危機から救い、各国からは国賓扱いで招かれ、妖魔達から危険視されるほど。籠の中で水晶と共に流れていた所を養母エバの率いる当時の盗賊団に拾われる。養母に可愛がられて箱入り娘として育ったが、クルトが自分の運命に深く関わる人物と知り、やがて養母の元を離れてクルト達と共に旅をする。旅の途中、盗賊に戻ったエバ一行と再会し、エバから実の子ではないことを告げられる。旅の過程で、クルトの為に自らを犠牲にすることも厭わなくなるほど強い恋愛感情を抱くことになる。
物語の後半に妖毒で命を落とすが、大地の女神ユリアナの導きによりクルトとの再会と再生を待つことになる。
作中で精霊オリエと区別する際は、小さいオリエもしくは小さなオリエと呼ばれる。
精霊オリエ
声 - 島本須美
精霊の末娘。すぐ上の姉であるガラティアによく似た面差しで、ガラティアを慕っていた。甥であるクルトに力を貸すためにたびたび彼の前に現れるが、その感情は母性的なものからやがて恋愛感情へと変わっていく。水晶の姫オリエとは同じ名であり、同じくクルトを想うことで互いに共感するようになっていく。クルトを守りたい一心で、後述するエルゾの領域でも精霊の力を失わない「亡者の剣（白い力）」を手に入れる。最後はメデューサの不死の源である「ゴーゴンの竪琴」を破壊して絶命するが、ユリアナの導きで人間に転生することになる。
作中で水晶の姫オリエと区別する際は、大きいオリエもしくは大きなオリエと呼ばれる。
レオン
声 - 松本梨香
トカゲの谷でクルトが出会ったトカゲ族の子供。緑色の肌に黒い斑点があり、鼻に一本角がある。自身が実は拾われた子だと気付きつつも、養父母の愛を一身に受け育てられた。しかし、呪いが解けて人間の姿に戻った谷の者達の心変わりに失望し、唯一心変わりしなかった養父母が村八分で苦しめられることを避けるためにもクルトと旅を共にする。後に自分の正体が正統な血筋のドラゴンであることを知り、飛行能力や炎の息でクルトを助ける。基本的に思慮深く周りをよく見る性格の持ち主であり、暴走しがちなクルトを上手く操縦する出来た相棒だが、実は本人も結構誇り高く喧嘩っ早いところがある。故郷である竜の谷を見つけたことでクルト達と別れるが、ドラゴンの一族もメデューサの被害に遭っていたことを両親と一族から聞かされ、尻込みする一族を説得してクルトを助けて戦おうと人間の少年ジャジャに変身して駆けつける。
ギルガドール
トカゲの谷に棲みついていた、異常なほど酒好きな一つ目の怪物。クルトに倒され、後にサロメによって巨大な眼球のみの姿で再生する。サロメによって復活した時は多数存在したが、後に一匹を残して全滅、その一匹がクルト達の旅に同行する。当初は酒に対してしか関心を示さなかったが、旅を通じてクルト達との友情が芽生える。普段は小さくなって守護像の袋の中で眠っているが、酒を与えることによって（後にクルトの呼びかけだけでも）クルト達を乗せて飛べるまでに巨大化する。メデューサとの戦いでクルトを自身に乗せて戦うが、アガナードとエルゾのぶつかり合いにより発生した膨大なエネルギーに耐えきれず破裂して死んでしまう。
メデューサ
声 - 小宮和枝
悪神エルゾの愛娘にして最強の妖魔。眼光で全てのものを石にする力を持つ。西の果てにある自らの居城から多数の使徒を放ち、悪神の領域を広げている。その体に流れる黒い血には、飲んだ者に強い魔力を与え、死者すら蘇らせる力がある。
ガラティアとは同じ日同じ時に髪の毛一筋の違いもなく誕生したことで強い絆を持ち、それ故にガラティアを妬んで石にしてしまう。人間達にとって畏怖するべき存在ではあるが、話の本筋以外ではマリウスを気にかけるなど、母として女として人間くさい一面も描かれる。何度も機会がありながらクルトを殺すことができずにエルゾに叱責される。
実は、創世王（ピグマリオ）を産むはずの「母なる人」をエルゾが殺したことで2つに分裂し、精霊のガラティアとメデューサたる自身とに転生した半身同士であった。エルゾの工作で恐ろしい存在として知られているが、本来はその期待に反して物静かな妖魔の娘だった。
ガラティア
声 - 武藤礼子
クルトの母親。天界に住む精霊だったが、人間であるルーン国王ステファンとの恋の果てに人間となり、クルトを産んだ。しかしその直後、子を産めぬ悲しみを共有する存在から脱したことを妬んだメデューサの襲撃を受けて石にされ、そのままルーン城内の一室に安置されている。石像はアガナード神の強い守護を受けており、並の妖魔では近づくだけで命を落とし、使徒ですら迂闊に手出しできない。愛する者と結ばれ子を成す奇跡を成就したとして、全精霊の憧れとなっている。その魂は天界で他の石像にされた存在の魂と共に封印されていた。
アスナス
声 - 小杉十郎太
妖魔に属し、強大な力を持ちながらもエルゾに従うことなく放浪する謎の男。クルトの旅を追っていたが、偶然にガラティアの石像を見たことでその美しさに惹かれていく。
実はメデューサの兄であり、自らの力で王となるために父・エルゾの後継者の座を蹴り、切り札とするべく「エルゾの鏡」を集めていた。一度エルゾに力を奪われて人間に堕とされるが、この時の体験は彼に大きな変化を与えることになる。黒い癖っ毛の人間の男性の姿と、動物の骨のような兜と肩当をつけたマント姿を使い分け、一時正体を隠してクルトの旅に同行したこともある。妖術はもちろんのこと、人間の姿では旅の闘士を名乗り剣術にも長ける。

### 人間・他
ステファン
ルーン国の王でクルトの父。城を抜け出して村の子供と遊ぶクルトには寛大であるが、石にされた妻とその時の出来事を知られないために秘密に近づこうとすると途端に厳しくなる。
若い頃に偶然出会ったガラティアと恋に落ち、その罪によって黄泉に堕とされた彼女を自ら助け出し結婚する。
エバ
小さいオリエの養母で、100人近いキャラバンを率いる女首領。元は盗賊団のキャラバンであったが、東の国の川辺で水晶と共にオリエを拾って以来、我が子として育てる。後に、オリエの占いの才が世に知れ、王宮などから招かれるようになると星占いのキャラバンとして活動するようになる。オリエのことは将来は然るべき王族に嫁がせようとして溺愛しており、オリエに近づこうとするクルトには容赦が無く、オリエがクルトと共に旅立つと言い出した際には強硬に反対した。元盗賊ゆえかかなり強欲で、報酬次第で占いを引き受けるか否かを決めているようであり、良い条件であればオリエに多少の無理を強いることもある。
運命を悟りオリエに真実を打ち明け送り出した後は、東に向けて進路を取り、各地にクルトのことを宣伝してクルトの後に続く者たちを鼓舞して回った。
マリウス
声 - 子安武人
「銀騎士」の二つ名を持つ旅の騎士。銀竜のシルヴァーナを乗騎としている。幼い頃、メデューサにその剣術の才能を認められ、彼女によって死から蘇った妹のエルザ共々メデューサの養子となる。メデューサの血の入った瓶を与えられているが中身は口にしておらず、人間としての力を極めてから母に仕えることを望み、先にメデューサの側仕えとなったエルザと別れて武者修行の旅を続けている。離れて暮らしても母メデューサとは強い絆で結ばれている。当初は母の敵であるクルトを狙うも、クルトの旅の理由を知り、真実を見極めるために違う意味でクルトにこだわるようになる。
シルヴァーナ
マリウスを乗せて飛ぶ銀竜。人間の姿に変身することができ、その時は銀の長髪を持つ少女の姿になる。しかし変身はあまり得意ではないようで、竜のサイズのまま人型に変身してしまうことも多い。人間の姿で罠にかかっているところをマリウスに助けられて以来、押しかけ女房的に旅の供をしている。クルトにこだわるマリウスとは対照的に、マリウスと2人きりの旅の障害となるクルト達を快く思っていない。
エルザ
声 - 西原久美子
マリウスの妹でメデューサの養女。幼い頃に病で命を落とすが、メデューサの黒い血で蘇り、以来メデューサのそばに仕えている。美しく成長し、メデューサが不在の時には代理で城内を取り仕切る。再び兄と共に暮らせる日を心待ちにしている。しかし、「メデューサの黒い血で蘇った」事実が後に兄妹間の悲劇を招く。
グリフォス
小国グリーンノアの王。隣国との関係が怪しくなった頃、病気療養のためにグリーンノアに滞在していたマリウスを無理矢理雇おうとする。この時にマリウスの母として人間に姿を変えたメデューサと出会うが、この出会いが彼の人生を良くも悪くも大きく変えることになり、メデューサの心にも変化を齎す。メデューサが人間ではなく妖魔だと知ってもなおメデューサへの愛を訴えた。
バッコス
人間界では最高と称えられる天才肌の彫刻家。その腕前はもはや神がかり的で、岩で虹の端を模した物を作って本物の虹を引き寄せたり、雲を加工した階段などを作り出せるほど。アスナスからガラティアの像のレプリカを作るよう依頼され、モデルとなる精霊を実際に見ようと天界に忍び込む。
リシェンヌ
ゼンヌの村に住んでいた人間の娘。人間の身に堕とされて放浪中のアスナスと出会い、弱っていた彼のために硫黄鉱山で働くも今度は自身が鉱毒に侵されて倒れてしまう。後に力を取り戻したアスナスに毒を取り除かれてからも側に居ることを望み、彼の居城で妖魔達と暮らすことを選ぶ。最終的に人間になったアスナスと共に生きることになる。
ジャジャ
仲間達との離別を乗り越え、単身メデューサ城に挑もうとするクルトが出会った魔法使いの少年。彼の故郷もメデューサに襲われており、その敵討ちのためにメデューサ城を目指している。故郷の近くに竜の谷があり、旅立つにあたってドラゴン達から一枚ずつ鱗をもらい、それで作ったドラゴンメイルを装備しているため、炎の攻撃に対して強い耐性を持つ。実は、レオンが変身した姿。

### 妖魔
ドノマーガ
メデューサがルーン国を襲撃した直後に、メデューサの使者として現われた使徒。目つきの悪い女性の姿をしている。まだ赤子だったクルトの引き渡しを要求した際、自分に刃向かい倒れた兵士の数にちなみ8年の猶予を与えて去る。
8年後、真相を知ったクルトと戦って首を刎ねられるも蘇り、再び襲い掛かろうとしたところをアガナードの放った雷に打ち貫かれる。正体は、翼も手足もない竜（ワーム）。
サロメ
メデューサの使徒の1人。セレネの都の王女・メズリールを殺害して顔の皮を剥ぎ、彼女に成りすました（死体はギルガドールに喰わせた）。権力を駆使してクルトを捕らえ、じわじわと力を削っていったが、最後の詰めを誤ってクルトの力を復活させてしまう。最期は自身が成りすましたメズリールの妹シェスタに討たれた。
タロス
メデューサの使徒の1人。全身を硬い鎧で覆った男。妖魔一血の気の多い男と言われていたが、クルトを狙って彼を追う内、クルトに目をかけるようになっていく。よくイリューズと共に行動している。その正体は、イリューズの正体である青い魚をずっと見守っていた甲蟹である。
イリューズ
メデューサの使徒の1人。ローブをまとって仮面をつけた女。魚の化身であり、呼吸を助ける仮面をつけていないと陸上では息ができない（水中では人魚の姿をとることもある）。遠くにあるものを映し出す水鏡など水を使った妖術を得意とする。
その正体は神々に作られた青い魚であったが、海神兄弟の争いに巻き込まれて仲間を失い、自身も死にかけたところをメデューサが黒い血を与えて妖魔とした。タロス同様クルトに目を掛けており、夢の実を取ってきてクルトを助けることもあった。
ドルバローム
メデューサの使徒の1人。ゲオルク三兄弟を利用してクルトを討とうとするも、手駒としていたゲオルグ達に命を分け与え過ぎ、不完全ながら発動した守護像の力から抜けられずに死亡する。黒いローブで全身を隠している。その正体は複数の目を持つ悪竜。
ビューン
メデューサの使徒の1人。蜘蛛の化身で、糸つむぐおばばを探すクルトを騙して討ち取ろうとするも糸つむぐおばばの力によって天高くまで伸びた井戸を延々と上るハメになる。本性は黒い大蜘蛛。
糸つむぐおばば
本名オーラ。嘗てメデューサの乳母を務めていた。一見優しい老婆であるが、並の妖魔では太刀打ちできないほど強い力を持つ。過去のトラウマから、子供（特にその優しさ）には非常に甘い。メデューサに敗れたクルトの絶叫に心を揺さぶられ、メデューサに必死に命乞いをした。アガナードとエルゾに関する究極の秘密を隠していたが、それをクルトに明かそうとしたためにアスナスに殺される。
キメラ
メデューサの城を守る砦を任されるキメラ三姉弟の長子。黄緑色の長髪を持つ美女の姿をしている。城や城壁ではなく自らがメデューサを守る砦と称するほど勇猛果敢な女戦士だが、弟のギャルガには優しい視線を向ける。人間でありながらメデューサの娘として権力を持つエルザを快く思っていない。本性は、獅子の体に大きな翼を持つ巨大なスフィンクスのような怪物。
ネイアス
キメラ三姉弟の次子。力はあるものの策略を好み、アスナスからもその陰湿さ故にクルトは苦戦を強いられると予見されていた。しかし臆病な面もあり、自らの城には自分の退路だけ確保して城ごと敵を潰す仕掛けを施し、その城が謎の黒い霧によって石化した際には部下を見捨てて逃げ出している。
本性は大蠍の怪物で、その尾に持つ毒はいかに強い生命力を持つ者でもじわじわと確実に黄泉へと導く。
ギャルガ
キメラ三姉弟の末子。最愛の姉の期待に応えて手柄を立てることを望み、真っ先にクルトと相対する。
本性は巨大な甲虫形の化け物だが、自らの体を空中城砦と成し、普段は影（端末）の姿で活動している。たとえ影の姿で討ち取られても本体を見抜いて討たない限りは新たな影で次々に復活するため、「不死身のギャルガ」の異名を持つ。無骨ながらも妖魔にしては珍しく実直な性格で、部下からの信頼も非常に篤い。姉が弟2人の内でネイアスに期待を寄せていると誤解していた。

### 神々
善神アガナード
声 - 銀河万丈
天界を統べる神にして全ての精霊の父。クルトの祖父に当たる。厳格な性格で、ドノマーガを倒した（実際にはアガナードの雷により絶命）と豪語していたクルトの慢心を強く戒めるが、密かにクルトを見守り続けている。占い師の老人に変身してクルトにメデューサの弱点であるエルゾの鏡の存在を教えた。
悪神エルゾ
黄泉を統べる神にして全ての妖魔の父。コウモリの翼を生やした巨大な悪魔の姿をしている。娘のメデューサを介して悪の勢力を強めようと企む。
その野心から、自ら存在を消し去ることになる創生王の誕生をよしとはせず、虹の谷を襲い母なる人を殺害した。
大地の女神ユリアナ
声 - 山田礼子
大地、すなわちこの星の意思を司る女神。強大な力を持つが、中立の視点から善悪の戦いを見守る立場にあり、自らを大地に繋いで力を抑えている。ガラティアとは親友であったため、彼女の息子であるクルトに手を貸し、「大地の剣」を授ける。作中クルトを導いてきた黄金の鷹の正体である。
火の神ペレ
声 - 安西正弘
地の底で溶岩を操って鍛冶仕事をする、牛の頭を持った神。大地の剣を鍛えた神でもある。非常におだてに乗りやすい。クルトに会う度に質問をするが、それらの一部はクルトの成長を試すものでもあった。

## アイテム
大地の剣（つるぎ）
大地の女神ユリアナからクルトに授けられた。小山ほどもある巨大な剣であるが、普段は携帯しやすいように短剣となっている。戦いの際には、善神アガナードと大地の女神ユリアナの名において命ずることで元の姿または戦いの剣（長剣）にすることができる。使いこなせるようになれば、剣を巨大化させることなく力のみを開放することができるようになる。
守護像
精霊達が1体ずつ持ち、持ち主の危機に際し、天・地・人、3つの「力」が一つずつ現れる。クルトには、ガラティアが人間に帰化した際に天界に残していったものがアガナードによって贈られる。
黒い血
飲んだ者に強大な力を与え、死者をも蘇らせることができる。しかし、飲んだ者は身も心もメデューサの僕となってしまう。しかも死者に飲ませても生きているように見えるだけで、実際には死体のままである。エルゾやメデューサを崇める者の中には、これを得るための貢物として人々の苦しみや憎しみを集めるべく悪行を繰り返す者もいる。この血で妖魔になった者はアガナードとエルゾとの間で結ばれた均衡を守る約束の制約を受けないため、妖魔の勢力を拡大するために用いられた。
エルゾの鏡
エルゾの凍てついた魂そのもので、メデューサを倒すための切り札。108の欠片に砕かれ、有力な妖魔に1つずつ（より有力なものには複数）与えられている。
水晶
水晶の姫オリエに星の巡りを教える水晶。オリエは常にこの水晶を肌身離さず抱えていたが、オリエがキャラバンを離れてクルト達と旅立つことを決めた際、語り部に化けたアガナードによって持ち運びしやすい髪飾りの石にその力が移された。
夢の実
人間の子供を一時的に大人にすることができる不思議な木の実。精霊や妖魔の力でも「見かけだけ」は大人にすることが可能だが、夢の実は本当に大人の体に成長させる。竜に対しては成長を早くする効果があるらしい。

## 用語
ピグマリオ
神々がその役目を終えた後の時代を導く創世王のこと。本来は「母なる人」から生まれるはずだった。
アガナードの領域・エルゾの領域
かつてアガナードとエルゾが長い争いの末に定めた、複雑な境界線によって分けられたそれぞれの領域。両者はこの境界線を守ることで均衡を保っている。エルゾの領域では精霊が、アガナードの領域では妖魔がそれぞれ力を失い、最悪死に至る。但し、黒い血で後天的に力を得ている者には影響がない。また、アガナードとエルゾはそれぞれの領域で善神として崇められ、もう一方を悪神とされているが、単に神の名が入れ替わっているだけで善悪の概念まで入れ替わっている訳ではない。しかし、それぞれの領域に住まう人間は互いに善悪の概念が入れ替わっていると考えている描写がある。
精霊の谷・妖魔の谷
それぞれ精霊と妖魔の生まれる場所。常に虹が見える。ガラティアの魂の導きで虹の谷を探していたクルトたちがたどり着く。精霊は蓮の花から、妖魔は溶岩の中から誕生するが、生まれたての頃は純真無垢であり、それぞれの世界に導かれることで初めて善悪に染まる。実は、アガナードとエルゾによって定められた均衡を保つため、精霊と妖魔の数を等しくするための仕組みで、同じ島にある表裏一体の存在である。そのため、谷で生まれた者の現実を知り、怒りと悲しみからクルトが妖魔の谷を破壊したことに伴い、精霊の谷も崩壊することになる。
白い力
精霊オリエがクルトを助けるためにユリアナの試練を乗り越えて手に入れた、エルゾの領域でも失われることのない善でも悪でもない中立の力。
竜（ドラゴン）
本作品における竜は、全ての動物の骨を持つ最強の生き物として描かれている。全ての動物の骨を持つために全ての動物の性質を持ち合わせ、成竜になれば様々な生き物に姿を変えることが可能になる。竜の谷で生まれ育った竜は、成竜になると各地でそれぞれの動物の王となるために旅立つことになる。
ゆがめられた西
メデューサ城への行く手を阻むため、キメラ三姉弟によってかけられた呪い。方位を歪めることにより、真っ直ぐ西に進んでいるつもりの者達をあらぬ方向へ導き、行くことも戻ることもできずに永久にその場所に留めてしまう。オリエの水晶の力でも正しい西を見つけることができないほど強力な呪いではあるが、ユリアナの支配する地下までは効果が及ばない。
天使（エンデュ（原作）・アンジェ（アニメ））
人間を愛するという禁忌を犯し、アガナードによって醜い姿に変えられて黄泉に堕とされた精霊。ステファンを愛したガラティアも一度は天使とされたが、ステファンにより救い出されて結ばれることができた。もしも愛する者が救いの手を差し伸べなければ永遠に天使の姿で黄泉をさまようことになるが、背中の翼を折り取られれば命は失うも元の姿に戻ることができる。

## 書誌情報
- ピグマリオ（白泉社・花とゆめCOMICS）全27巻
- ピグマリオ（メディアファクトリー・MFコミックス）全12巻

## テレビアニメ
1990年11月5日から1991年9月16日までテレビ東京系列局 (TXN) で放送。全39話。ナレーションは横尾まりが担当。キャラクターデザインは途中で変更されており、第14話で原作イラストに近づけたものに修正された。
当時原作は既に完結していたが、本作は完結せずに第4部の途中で終わっている。原作者の意向によって本作はDVD化されておらず、東映ビデオ製の『日本アニメ主題歌大全集』（ビデオソフト、DVD）にもオープニングとエンディングが収録されていない。また、再放送も2000年にAT-Xで行われた再放送が現状では最後となっている。

### スタッフ
- 監督 - はしもとなおと、黒田昌郎
- プロデューサー - 小竿俊一、倉林伸介（テレビ東京）
- シリーズ構成 - 黒田昌郎
- 脚本 - 小山真弓
- 撮影監督 - 森田俊昭
- 美術監督 - 徳重賢
- 音楽 - 淡海悟郎
- キャラクターデザイン - 白梅進、櫻井美知代
- 製作 - テレビ東京、日本アニメーション

### 主題歌
オープニング
「ドリーム・チェイサー」
作詞 - 佐藤ありす / 作曲 - 大塚修司 / 編曲 - 長谷川智樹 / 歌 - 山野さと子
エンディング
「Tenderness 抱きしめて」
作詞 - 佐藤ありす / 作曲 - 大塚修司 / 編曲 - 長谷川智樹 / 歌 - 山野さと子

### 放送リスト
| 話数 | 放送日         | サブタイトル                       | 絵コンテ            | 演出              | 作画監督            |
| ---- | -------------- | ---------------------------------- | ------------------- | ----------------- | ------------------- |
| 1    | 1990年 11月5日 | 皇子クルト運命の誕生日             | はしもとなおと      | はしもとなおと    | 及川博史            |
| 2    | 11月12日       | 母の守護像                         | 奥田誠治            | 山崎茂            | 豬口才              |
| 3    | 11月19日       | 大亀ザクマ                         | 石田昌久            | 平川達也          | 須田勝              |
| 4    | 11月26日       | 大地の剣                           | 星野寛満 清水あきら | 清水あきら        | 岡迫亘弘            |
| 5    | 12月3日        | 初めての仲間レオン                 | 栗山美秀            | 栗山美秀          | 及川博史            |
| 6    | 12月10日       | いつわりの黄金郷・シェスタ姫の悲劇 | 星野寛満            | 星野寛満          | 工藤よしあき        |
| 7    | 12月17日       | 妖魔サロメと黄金像の秘密           | 奥田誠治            | 山崎茂            | 石之博和 徳田夢之介 |
| 8    | 12月24日       | 悪神メデューサ・黒い血の妖力       | 白土武              | 川端蓮司          | 嶋津郁雄            |
| 9    | 1991年 1月7日  | 水晶の姫オリエ                     | 清水あきら          | 岡迫亘弘          | 嶋津郁雄            |
| 10   | 1月14日        | クリスタルの中に光る星の人         | 石田昌久            | 清水あきら        | 及川博史            |
| 11   | 1月21日        | 黒い騎士団と伝説の妖術師オズ       | 石田昌久            | 星野寛満          | 工藤よしあき        |
| 12   | 1月28日        | 火を噴く竜レオン                   | 金澤勝眞            | 山崎茂            | 吉田徹              |
| 13   | 2月4日         | 天に輝く巨大な精霊の守護像         | 牧野滋人            | 牧野滋人          | 石之博和            |
| 14   | 2月11日        | 死の山の王ゼオと雪姫たち           | 白土武              | 伊東政雄          | 嶋津郁雄            |
| 15   | 2月18日        | メデューサの使い黒クモビューン     | 奥田誠治            | 清水あきら        | 及川博史            |
| 16   | 2月25日        | 糸紡ぐおばば                       | 黒田昌郎            | 岡迫亘弘          | 岡迫亘弘            |
| 17   | 3月4日         | 見てはならない! 幻の谷底           | 清水あきら          | 清水あきら        | 石之博和            |
| 18   | 3月11日        | 黄泉に落ちたミュラ                 | 奥田誠治            | 錦織博            | 吉田徹              |
| 19   | 3月18日        | 火の国の少年ユタ                   | 奥田誠治            | 山崎茂            | 及川博史            |
| 20   | 3月25日        | 精霊オリエの命が危ない!            | 白土武              | 伊東政雄          | 嶋津郁雄            |
| 21   | 4月15日        | 銀騎士マリウスの謎                 | 栗山美秀            | 栗山美秀          | 桑原周枝            |
| 22   | 4月22日        | 星占い師オリエの予言               | 奥田誠治            | 康村諒            | 岡迫亘弘            |
| 23   | 4月29日        | 不幸を呼ぶ!? 赤い星のかけら        | ひとおちひろ        | 清水あきら        | 及川博史            |
| 24   | 5月6日         | 虹を彫る彫刻師バッコス             | 康村諒              | 康村諒            | 吉田徹              |
| 25   | 5月13日        | 星の語り部                         | 白土武              | 伊東政雄          | 嶋津郁雄            |
| 26   | 5月20日        | 風の精霊の神殿                     | 安芸のりお          | 山崎茂            | 及川博史            |
| 27   | 5月27日        | 聖像から母の声が聞こえる!          | 栗山美秀            | 栗山美秀          | 桑原周枝            |
| 28   | 6月3日         | 幻のメデューサ伝説                 | 康村諒              | 康村諒            | 岡迫亘弘            |
| 29   | 6月10日        | 不思議な果実・夢の実               | 黒田昌郎            | 山崎茂            | 吉田徹              |
| 30   | 6月17日        | 海の王・ポセイドンとネプチューン   | 白土武              | 伊東政雄          | 嶋津郁雄            |
| 31   | 6月24日        | 虹の谷の秘密                       | 清水あきら          | 清水あきら        | 徳田夢之介          |
| 32   | 7月1日         | ゆがめられた西                     | 栗山美秀            | 山崎茂            | 及川博史            |
| 33   | 7月29日        | 天空の城                           | 栗山美秀            | 栗山美秀          | 桑原周枝            |
| 34   | 8月5日         | もう一度夢の実を                   | 康村諒              | 康村諒            | 岡迫亘弘            |
| 35   | 8月19日        | エルゾの鏡のかけら                 | 安芸のりお          | 清水あきら        | 及川博史            |
| 36   | 8月26日        | 石の花の秘密                       | 栗山美秀            | 栗山美秀          | 寺田浩之            |
| 37   | 9月2日         | さようなら! レオン                 | 白土武              | 川端蓮司 金子豊久 | 嶋津郁雄            |
| 38   | 9月9日         | 水晶の姫オリエを救え!              | 康村諒              | 山崎茂            | 徳田夢之介          |
| 39   | 9月16日        | 地の果てメデューサ城               | 桜井美知代          | 栗山美秀          | 石之博和            |